# Pandemia di COVID-19 in Guatemala
Il primo caso della pandemia di COVID-19 in Guatemala è stato confermato il 13 marzo 2020, si trattava di un uomo guatemalteco di 27 anni ritornato da un viaggio in Spagna e precedentemente nel nord Italia.

## Antefatti
Il 12 gennaio 2020, l'Organizzazione mondiale della sanità (OMS) ha confermato che un nuovo coronavirus era la causa di una malattia respiratoria riscontrata in un gruppo di persone nella città di Wuhan, nella provincia cinese di Hubei, che è stato segnalato all'OMS il 31 dicembre 2019. Il tasso di mortalità per COVID-19 è stato molto più basso della SARS del 2003, ma la trasmissione è stata significativamente maggiore, portando ad un bilancio totale delle vittime più alto.
Il 5 maggio 2023, l'Organizzazione mondiale della sanità dichiara ufficialmente la fine della pandemia.

## Cronistoria

### Restrizioni viaggi
Il 31 gennaio, il presidente del Guatemala Alejandro Giammattei ha emesso il divieto di ingresso di visitatori provenienti dalla Cina a causa della preoccupazione internazionale per l'epidemia che ha avuto origine a Wuhan
Il 25 febbraio, il governo ha attuato procedure di sicurezza per i viaggiatori provenienti dai paesi ad alto rischio che erano entrati nel Guatemala con qualsiasi mezzo di trasporto: terrestre, marittimo o aereo. Tra i paesi considerati ad alto rischio c'erano Cina, Corea del Sud, Iran e tutti i paesi europei.

## Cronologia
Il 13 marzo 2020, è stato confermato il primo caso in Guatemala, un uomo guatemalteco di 27 anni ritornato da un viaggio a Madrid con sosta a Bogotà e San Salvador e precedentemente nel nord Italia. L'uomo era arrivato a Villa Nueva, un sobborgo di Città del Guatemala, insieme a due membri della sua famiglia e cinque salvadoregni su un volo Aeroméxico.
Due giorni prima del primo caso registrato nel paese, il governo guatemalteco aveva vietato l'ingresso ai cittadini di tutti i paesi europei, Iran, Cina e Corea del Sud, divieto entrato in vigore il 12 marzo.
Il 13 marzo 2020, il governo guatemalteco ha esteso le restrizioni di viaggio ai viaggiatori degli Stati Uniti d'America e del Canada. A partire dal 16 marzo, nessun viaggiatore proveniente da questi paesi è stato autorizzato ad entrare in Guatemala, fino al 31 marzo (la quarantena di 15 giorni è entrata in vigore dal 16 marzo).
Il 15 marzo 2020, il governo guatemalteco ha confermato il secondo caso e la prima morte di COVID-19 nel paese, un uomo di 85 anni arrivato nove giorni prima da Madrid con la sua famiglia. Lo stesso giorno, il governo guatemalteco ha annullato tutti gli eventi pubblici e ha vietato assembramenti con più di 100 persone. Tutte le scuole e le università pubbliche e private sono state chiuse per tre settimane e sono state cancellate le celebrazioni della Settimana Santa.
Il 21 marzo 2020, nel tentativo di contrastare la pandemia e prevenire la diffusione del virus, il presidente guatemalteco Alejandro Giammattei insieme al vicepresidente e al Consiglio di ministri hanno dichiarato il lockdown a livello nazionale e un divieto globale degli spostamenti.
Il 23 aprile, la Commissione delle Nazioni Unite per i diritti umani ha invitato i governi messicano e quello centroamericano a fermare le espulsioni durante la pandemia di coronavirus. 2.500 migranti erano stati bloccati a Panama perché l'Honduras aveva chiuso il confine. Il Messico aveva portato i migranti in Guatemala, ma il Guatemala non aveva dato loro il permesso di entrare. Il 23 aprile l'organizzazione umanitaria ha aiutato i 41 migranti a tornare in El Salvador dal Messico.
Il 26 aprile, il National Institute of Migration (INM) del Messico ha svuotato i 65 centri di detenzione per migranti in tutto il paese rimandando le 3.653 persone detenute nel loro paesi di origine - Guatemala, El Salvador e Honduras - nella speranza di prevenire i focolai di COVID-19
Secondo dati del sindacato United Food and Commercial Workers (UFCW), almeno quaranta lavoratori agricoli messicani e guatemaltechi degli oltre 500 compatrioti che hanno lavorato in Canada nel periodo marzo-aprile, hanno contratto il coronavirus in seguito al sovrafollamento delle'unità abitative e delle mense e alla pressione per raggiungere le quote prefissate che non hanno permesso loro il distanziamento sociale.
Il 25 maggio, almeno duecento lavoratori tessili nello stabilimento KP Textil di Petapa sono risultati positivi al COVID-19. Nove casi sono stati segnalati nello stabilimento il 12 maggio, ma i gruppi per i diritti umani hanno lamentato che all'epoca non era stata intrapresa alcuna azione. Il Guatemala ha riportato oltre 3.300 infezioni casi di contagio confermati e 58 morti.